# NGC 720
NGC 720 ist eine Elliptische Galaxie vom Hubble-Typ E5 im Sternbild Walfisch südlich der Ekliptik. Sie ist schätzungsweise 78 Millionen Lichtjahre von der Milchstraße entfernt und hat einen Durchmesser von etwa 110.000 Lichtjahren. 
Im selben Himmelsareal befindet sich u. a. die Galaxie NGC 715.
Das Objekt wurde am 3. Oktober 1785 von dem deutsch-britischen Astronomen William Herschel entdeckt.

## NGC 720-Gruppe (LGG 38)
| Galaxie  | Alternativname | Entfernung/Mio. Lj |
| -------- | -------------- | ------------------ |
| NGC 720  | PGC 6983       | 78                 |
| PGC 6626 | MCG -2-5-50    | 72                 |
| PGC 6703 | MCG -2-5-56    | 65                 |
| PGC 6706 | MCG -2-5-57    | 77                 |
| PGC 7324 | MCG -2-6-6     | 83                 |